# 제1차 서울 전투
제1차 서울 전투( - 戰鬪, 문화어: 서울 해방, 영어: First Battle of Seoul)는 6.25 전쟁 초기에 일어났던 전투 중 하나이다. 국경에서의 전투에 이어 1950년 6월 26일부터 28일까지 구 서울시를 중심으로 하여 중부 지역 전범위에서 일어난 대한민국 국군과 조선민주주의인민공화국의 조선인민군 사이의 교전이다. 교전 결과 조선인민군이 서울을 점령하였으며 국군은 한강 이남 지역으로 밀려났다.

## 배경
1950년 6월 25일 새벽 3시 30분 조선인민군이 T-34를 앞에 두고 곡사포로 엄호하는 전격전의 방식으로 38선 전선을 월경하면서 한국 전쟁이 시작되었다. 북한은 폭풍 작전 구상 때 서울이 함락되면 사실상 승패가 결정지어 끝나게 될 것이라고 계산하고 있었다. 이런 전제 하에 조선인민군은 부대를 2개 군단으로 나눠 1군단을 주공으로 서울 방면으로 전면전을 펼치고, 2군단을 조공으로 하여 1군단의 공격을 엄호하기로 하였다. 대한민국은 대규모 공세를 생각하지 못하고 일부 부대가 독자적인 판단으로만 경계태세를 취하고 있었기 때문에 조선인민군은 거의 완전한 기습공격을 이뤄냈다.
대한민국군은 조선인민군에 비해서 병력, 장비, 훈련등 모든것이 열세했다. 특히 국군이 유효한 대전차 무기가 거의 없었기 때문에 전차의 우세는 한국군 내에 공포감까지 불러들어왔으며 밀러내려갔다. 하지만 한국군은 사기가 높았고 육박공격으로 인민군 전차를 파괴하는 경우도 있었다. 또한 전방 방어부대 중 상당수는 하천 장애물과 여러 지형을 이용해 교묘한 방어전을 펼치고 있었기 때문에 장애물이 전혀 없는 의정부시 방면을 제외하고는 한국군의 방어선이 완전히 붕괴되지 않았다. 하지만 의정부 방면에서 기갑부대의 충격력을 이용한 인민군의 공세로 의정부시는 매우 위험한 상태에 빠져 있었다.

## 경과

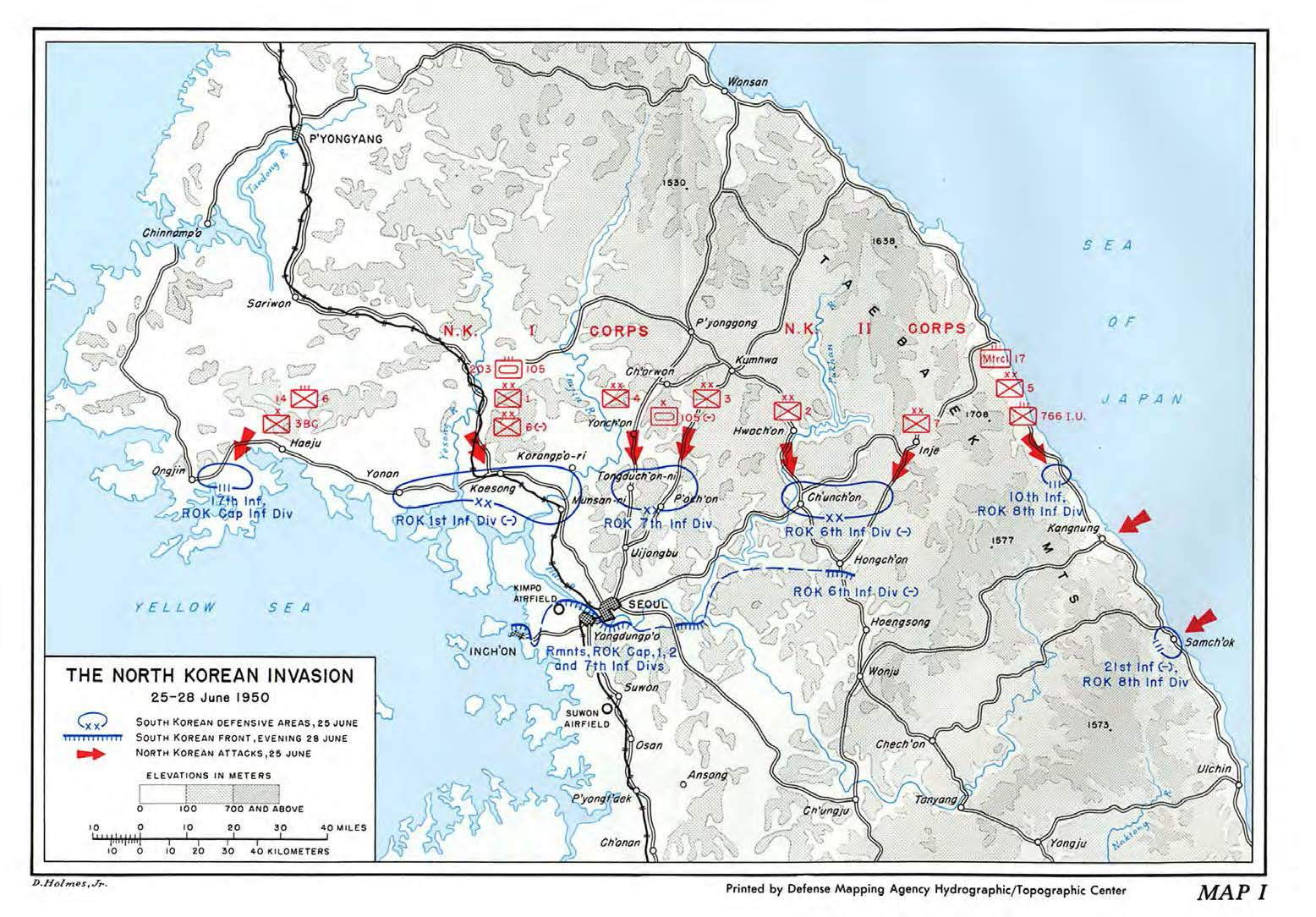
1950년 6월 25-28일 사이 전황 지도.

### 문산-봉일천 방면
문산 부근을 수비하고 있던 대한민국 제1보병사단은 25일 개성-문산 전투에서 제12연대가 후퇴해 임진강 지역 철교를 잃었으나 임진강 인근 진지들을 사수하고 있어 인민군은 임진강을 도하하지 못하고 있었다.

#### 6월 26일
전날인 25일 오후부터 증원부대가 도착하기 시작해 차례대로 전투에 투입되었다. 보병학교교도대는 제11연대에, 육군사관학교교도대는 제13연대에 배속되어 주 방어선을 강화하였고, 제15연대(연대본부 및 제3대대)는 제20연대 제3대대에 배속되어 최후방어선인 위전리(현 파주시 월롱면)-봉일천 선(현 파주시 조리읍 봉일천리)에 배치되었다. 제1사단장인 백선엽 대령은 사당 방어선 중심을 1호선 접근로에 두면서 주 방어선이 뚫리는 때에 대비해 위전리선에서 주 방어선 부대의 후퇴를 엄호하고 역습을 하는 방안을 두었다.
26일에는 사단 동쪽 방면의 파주 파평산 정면에 인민군의 전차부대가 출현하였다. 연대는 우선 2.36인치 M9 바주카로 공격하였으나 효과가 없자 박격포탄과 수류탄을 묶은 급조폭약으로 공격하는 육박공격전을 펼쳤다. 육박공격에 전차부대가 후퇴하였으며 이어 내습한 인민군 보병부대도 근접전으로 격퇴되었다.
한편 1사단 서쪽에서 공격하던 인민군 제6사단은 26일 새벽 전차 5대를 선두로 임진강철교를 건너 공격하기 시작했다. 국군 제11연대는 저항하였으나 오전 9시 경 문산역 북쪽의 고지가 인민군에게 점령되었다. 이 고지는 경기가도를 잇는 중요한 지역으로 국군 제11연대와 제13연대는 퇴로가 끊기게 되었다. 하지만 이곳을 점령한 인민군은 진격을 멈춘 채 후속부대를 기다리고 있었다. 이에 제1사단장은 즉각 역습을 명령하여 육군사관학교 교도대는 오전 10시 경 고지대를 탈환하였다. 이 때 확보한 인민군 포로의 정보를 통해 백선엽 대령은 인민군이 반쯤 건넌 상태라고 판단, 13시 경부터 11연대 및 연대에 배속된 보병학교교도대 등 총 3개 대대를 동원하여 반격 작전을 시작하였다. 반격 작전은 순조롭게 이뤄져 제1사단은 주 방어선 탈환에 성공하였다.
하지만 이 무렵 의정부가 인민군에게 점령당한 상태였고, 의정부를 지키던 제7보병사단이 후퇴하면서 제1사단의 우익이 완전히 노출되었다. 인민군 제1사단은 가여울(현 연천군 백학면 노곡리)-적성 방면으로 진출해 전차를 앞세우고 국군 제13연대를 재차 공격하였다. 제13연대는 공격을 저지하지 못하고 인민군 제1사단 주공이 제320호선 도로를 따라 서쪽으로 진출하면서 문산을 위협하였다. 또한 국군 제11연대 후방에도 인민군 전차부대가 나타나 정면에서 공격이 활발해졌다. 결국 백선엽 대령은 주 방어선 유지를 포기하고 26일 19시 경 최종저항선인 위전 방어선(봉일천선)으로 후퇴를 명령했다. 위전리 인근에 배치된 제15연대의 엄호 하에 주 방어선의 부대는 성공적으로 후퇴하여 위전 방어선에 배치되었다.

#### 6월 27일
위전 방어선에는 제15연대(제20연대 제3대대)가 1호선 도로의 위전리에, 제13연대는 307호선 도로에 있는 도내리(현 파주시 월롱면)에, 제11연대는 예비부대로 최후 방어선을 편성하였다. 또한 국경 전투 이후 불가피하게 흩어저서 철수한 제12연대는 금천(구 시흥군 지역)에서 재편성하고 있었다.
27일 10시 경부터 전차를 주력으로 한 인민군 제6사단 주력 부대가 한국군 제15연대 정면을 공격하기 시작했다. 15연대는 57 mm 무반동포와 2.36인치 바주카포로 대전차 방어선을 갖추고 있었으나 이 대전차 무기는 T-34 전차에는 통하지 않는다는 것이 확인되었다. 결국 제15연대 제3대대장은 스스로 특공대를 이끌고 육박공격을 하여 전차 6대를 격파하였다. 인민군은 공격을 포기하고 후퇴하였으며, 국군 제15연대는 전차에 대한 공포를 해소하였다.
위전 방어선 교전 도중 제1사단 우익의 제13연대 전선은 소강 상태를 유지하다가 19시 경부터 인민군 제1사단의 제병협동공격으로 방어선이 끊어질 위기에 처했다. 하지만 2.36인치 바주카포로 인민군 전차 2대를 격파하는 데 성공하자 인민군의 공격은 약화되었으며 연대는 방어선을 탈환하였다.

#### 6월 28일
전날인 27일 밤, 비가 내리는 틈을 타 인민군의 야간 공격으로 제1사단의 최후방어선이 붕괴되었으며 연대 병력은 야간에 봉일천에서 철수하였다. 같은 시기 제1사단장 백선엽 대령은 육군본부에서 파견된 김홍일 소장이 이끄는 작전지도반에게 미아리 방면 방어선의 상황 악화에 대해 듣고 최악의 사태에 대비하여 한강 도하 철수를 준비하라고 권고하였다. 하지만 최종 명령을 바꿀 수는 없어 제1사단은 일단 현 위치를 고수하라는 명령을 받았다.
28일 8시 경, 제1사단은 기존의 명령에 따라 반격 작전을 시작하였다. 제11연대는 최후 방어선을 거의 탈환하였으나 우익의 제13연대의 공격은 인민군의 공격과 서로 부딪쳐 진전이 없었다. 백선엽 대령은 서울특별연대와 제20연대 제3대대를 투입해 방어선을 연결하였다. 이 날 인민군의 저항은 강하지 않았으며, 제1사단은 주 방어선의 탈환도 가능할 것이라고 판단했다.
하지만 같은 날 28일 1시 경 이미 미아리 고개에 있던 국군의 최후 방어선이 인민군 전차에게 돌파당했으며, 28일 오후 제1사단은 후방이 차단되었고 육군본부와의 연락도 끊겼다. 탄약 잔량도 부족해 백선엽 대령은 더 이상의 현 위치 고수는 불가능하다고 판단하고 후퇴를 결심하였다. 이어 김포반도 전투와 오류동 전투로 이어진다.

### 의정부-미아리 방면
의정부시 방면을 수비하던 제7보병사단은 개전 당일인 25일부터 크게 후퇴하였으며, 부대는 흩어진 채 의정부는 위협받고 있었다. 한국군 참모총장 채병덕은 의정부는 이른바 회랑 지역으로 전차의 충격력이 그대로 발휘되는대다 방어에 적합한 지형이 없어 방어부대가 압도적 열세에 있었다. 이 시점 한국군이 가진 가장 큰 문제는 의정부 축선 방어 문제였다.

#### 6월 26일

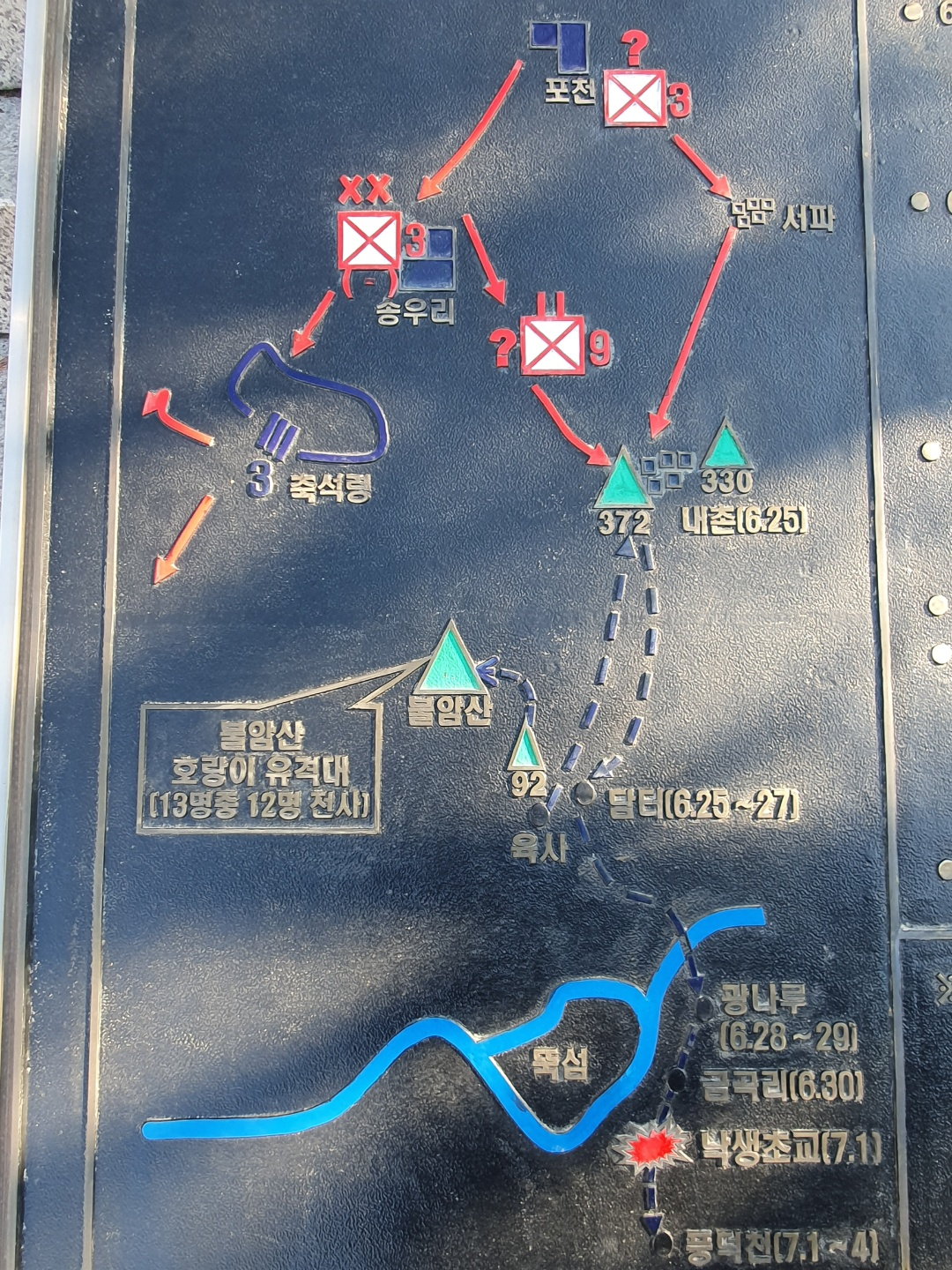
포천에서부터 송우리, 내촌으로 진격하는 인민군 진격도.

채병덕 참모총장의 반격 계획은 제2보병사단이 26일 아침까지 의정부 인근에 집결할 수 있고 제3보병사단 및 제5보병사단도 26일 전투 중 집결 가능할 것이라는 판단 하에 세운 것이었다. 하지만 후방의 게릴라전으로 후방부대의 이동과 집결에 큰 장애가 있어 제2사단 중 26일 아침까지 의정부로 집결된 병력은 겨우 사령부와 제5연대 중 2개 대대만 있었다. 또한 제7사단이 26일 새벽까지 사용 가능한 병력은 총 5개 대대였으나 이는 증강된 1개 연대밖에 되지 않았다.
이런 상황에서 제7사단장인 유재흥 준장은 명령에 불만을 표시했고 제2사단장인 이형근 준장은 사단이 전부 집결된 후 전투력을 결집한 다음에 반격을 하는 것이 더 낫다고 말하면서 방어에 유리한 한강 방어선을 지켜야 한다고 역설하였다. 하지만 정치적인 이유로 채병덕 참모총장은 반격 작전을 결행하라고 명령하여 제2사단은 포천 방면으로, 제7사단은 동두천 방면으로 반격을 시작하였다.
국군 제2사단장은 현재의 전력으로는 포천을 탈환하기 어렵다는 점을 감안해 전날 25일부터 제7사단 제3연대가 축석령(현 포천시 소흘읍)에서 정비를 마친 후 축석령을 발판으로 포천을 공격하기로 결심하였다. 위에서 서술한 것과 같이 이 시점에서 제2사단이 사용할 수 있는 부대는 제5연대 2개 대대만 있었으나 제5연대 연대장은 주일미군에 파견되었던 중이라 없었으며, 부연대장도 부산으로 외출 중이라 지휘부가 전부 부재인데다가 대전에서 사단이 출발할 때 충분한 탄약을 받지도 못했다. 이 때문에 축석령에서 보급추진을 받기로 결정하고 26일 오전 3시부터 제5연대가 전진을 시작하였다. 하지만 이 때 축석령을 지키고 있던 제3연대가 이미 축석령을 포기하고 철수 중이었다. 제5연대는 축석령 도달 직후 인민군의 기갑부대와 만나 2.36인치 바주카와 박격포로 공격하였으나 영향이 없었고 교전한 지 10분도 채 지나지 않아 의정부 방어의 요충진지인 축석령의 방어선은 인민군에게 돌파당했다.
한편 제7사단의 공격은 처음에는 순조롭게 진행되어 제1연대 우익의 혼성대대는 동두천 탈환에 성공하였다. 이 때 엇갈린 인민군 제4사단의 사단장 리권무는 서쪽의 봉암리(현재의 양주시 은현면 봉암리)-덕정리(현재의 양주시 회천동)의 우회로를 향해 공격하기 시작했다. 인민군 제4사단은 하패리(은현면 봉암리 인근)에서 한국군 제1연대 좌익의 제3대대와 교전하였으나 제3대대는 실질적으로 중대에 못 미치는 병력만 가진 탓에 교전 30분 후 흝어진 채 뚫였다. 더 나아가 인민군 제4사단은 덕정리를 포위하였다. 이때 국군 제7사단 좌익에서 봉암리를 공격하던 제18연대는 축석령이 함락되자 덕정리 서북쪽의 은현면에서 방어전을 펼치라는 명령을 받았다. 제18연대는 인민군 기갑부대와 한 차례 교전하였으나 곧이어 그냥 뚫렸다. 이후 연대 정면에 출현한 인민군 병참부대를 격파하였으나 이후는 적과의 접촉도 없었으며 사단 사령부와의 연락도 끊겨 27일 새벽부터 차례대로 삼송리(현재의 고양시 삼송동) 방면으로 후퇴하였다.
거슬러 올라가 26일 오전에는 국군 참모장 김홍일 소장, 예비역 김석원 준장(전 제1사단장) 등 원로급 군사경험자가 모인 국군 자문회의가 열렸다. 회의가 시작될 때 국방부 장관 신성모와 참모총장 채병덕이 의정부에서의 반격 작전의 진전 상황을 보고하며 낙관론을 펼쳤으나 의정부 방면에서의 무리한 공격 작전을 위험하다고 생각했던 김홍일 소장은 한강 이남에서의 결전을 주장하였으며 김석원 준장도 이 주장에 동조하였다. 하지만 이 회의는 서울 사수라는 국방부 장관과 참모총장의 방침을 바꾸지 못했다. 회의가 끝난 후 열린 비상국회에서 국방부 장관 및 참모총장은 다시 낙관론을 펼쳤다. 하지만 이날 낮 12시쯤 인민군 제3사단이 국군 제16연대 방어선을 뚫고 의정부로 계속 남하하였으며, 인민군 제4사단은 덕정리를 점령한 뒤 서북쪽으로 의정부를 향해 협동 공세를 준비하며 전진하고 있었다.
한국군 제2사단 제16연대는 사단사령부 및 제5연대보다는 조금 늦게 의정부로 도착하여 의정부 동북쪽의 금오리(현 의정부시 자금동)에서 축석령으로 진출하는 인민군을 저지하고자 했다. 제16연대는 2.36인치 바주카포 사격을 통해 전차 1대를 파괴하는 데에는 성공하였으나 승산이 없어 후퇴하였다. 또한 금오리에서는 육군포병학교 제2교도대장인 김풍익이 직접 포를 조준하여 인민군 전차를 저지할 정도로 격렬하게 저항하였으나 6월 26일 13시 경 의정부가 인민군에게 점령되었다.
참모총장은 백석천에서 후퇴한 부대를 수습하고 의정부 함락의 책임을 물어 제2사단장 이형근 준장을 해임하였으며 제7사단장 유재흥 준장을 의정부지구 전투사령관으로 임명하여 두 사단을 통일지휘해 창동으로 후퇴하도록 하였다.
의정부 함락으로 26일 저녁 참모총장은 한강다리 폭파 준비에 만전을 다하도록 명령하였으며 육군공병감 최창식의 감독 하에 26일 15시 30분까지 한강에 있는 5개 교량의 폭약 설치를 끝냈다.

#### 6월 27일
27일 오전 1시 경, 중앙청에 소집된 임시국무회의에서 정부 수도의 수원 이전이 결정되었다. 서울 시민에 대해서는 당초부터 피난 계획이 없었으며 임시국무회의에서도 아무런 언급이 없었다. 이후 심야국회에서 "국회의원은 백만 서울시민과 함께 수도를 결사 사수한다"라는 결의안을 통과하였다. 오전 5시부터 소집된 국방정상회의에서 채병덕 참모총장은 "정부는 남쪽으로 내려가더라도 군은 서울을 고수하겠다"라는 결의를 밝혔으나, 회의가 끝난 직후 전선으로부터 "오늘 밤을 버티기 어렵다"라는 비관적인 상황 보고를 받았다.
새벽 3시 경, 이승만 대통령은 주위의 설득으로 서울에서 피신하기로 결정을 내렸다. 오전 6시 정부의 수원 천도 발표로 그동안 낙관적인 보도만 들어 왔던 서울 시민들은 처음으로 수도의 위기를 인지하였다. 한강인도교와 서울역에 대피로를 찾는 시민들이 몰려들었으며 증원부대 차량은 계속해서 북상하면서 서울은 혼란에 빠졌다.
한편 창동에서는 일부 부대가 빠진 제25연대의 엄호 아래 의정부에서 후퇴하던 장병들을 수습하고 방어선을 세우기 위한 노력을 하고 있었다. 제25연대는 인민군 전차 3대를 파괴하는 등 격렬한 저항 끝에 제7사단 제1, 제3, 제9연대, 제2사단 제5, 제16, 제25연대, 제3사단 제22연대 잔여부대가 총 6개 대대 규모로 재편성되었다. 하지만 도봉산과 수락산 사이 회랑 지역은 기계화 부대가 기동하기 좋은 지형으로 한국군에게 불리한 조건이었다.
10시 경 한국군 방어부대는 방어진지가 채 완성되지도 않은 채 40여 대의 전차, 자주포로 증강된 인민군의 공격을 받았다. 방어군은 육군포병학교 제2교도대의 105 mm 곡사포 지원을 받으며 완강히 저항하였으나 전차를 막지 못해 방어선이 뚫렸으며 1연대장 함준호 대령도 인민군의 총격도 사망하는 등 혼란으로 국군은 미아리와 태릉 지역으로 나뉘어 후퇴하였다.
국군의 서울 철수는 낮 12시 30분 경부터 시작되었으며 육군본부는 시흥군으로 이동하였다. 하지만 이 때 미군의 참전소식이 알려지자 한국군 참모총장이 결심을 다시 바꿔 육군본부는 18시 경 용산으로 다시 이동하였다.
이렇게 전쟁지도부가 혼란에 빠진 가운데 미아리-회기동 방어선에는 미아리지구 전투사령관을 겸임하게 된 제5사단장 이응준 소장이 산하 제15연대 제2대대, 제20연대 제1대대, 수도사단 제8연대 제2대대를 지휘하여 방어선을 꾸리고 후퇴하는 부대를 수습하고 있었다. 미아리 방어선에는 제5사단이 3호선을 포함한 서쪽을, 제7사단이 동쪽을 맡아 방어하게 되었다. 창동을 점령한 인민군은 일시적으로 진군을 멈춰 미아리 방면 전선은 소강 상태가 되었으나 태릉 방면에서는 일부 부대가 빠진 제9연대 및 학도병 대대가 대치하고 있었다. 27일 오후까지 미아리-회기동 방어선에는 2개 사단 3,000명 가량의 병력의 혼성부대가 있었으나 미군의 참전 소식에다가 서울을 지키는 최종방어선으로 수도를 사수해야 한다는 의미에 부대의 사기는 높았다. 방어선은 유일한 외곽도로가 있는 곳으로 방어에 유리하여 도로만 막으면 전차를 막을 수 있었으며, 공병대대 및 민간인의 노력으로 미아리 인근에는 여러 참호, 산병호와 도로를 막은 장애물 등 방어물이 갖춰져 있었다.
27일 밤, 비가 내리는 가운데 인민군의 공격이 시작되었다. 19시 경 기마정찰대와 전차 10대의 인민군이 먼저 공격하였다. 공병의 폭약 설치를 통한 저지 시도는 실패했으나 105 mm 곡사포 3문을 포함한 중화기 사격 집중으로 한 차례 공격을 격퇴하였다.
하지만 같은 날 24시 경 보병의 지원을 받은 전차 수 대가 비를 틈타 급습하면서 전황이 바뀌었다. 시야가 좋지 않은 상황에서 국군 방어부대는 흩어졌고 이 와중 인민군 전차부대는 장애물을 뚫고 전진, 28일 오전 1시 경 제105전차여단에서 나와 인민군 제4사단을 지원하던 전차 부대가 미아리를 넘어가면서 서울 최종방어선이 돌파되었다.
회기동에 있던 제8연대 제2대대는 탄약 부족으로 후퇴하였으며 태릉의 부대는 28일 아침까지 인민군과 교전하다 순차적으로 퇴각을 시작하였다. 미아리 방어선의 부대는 인민군 전차가 시내에 진입한 사실을 모르고 방어선을 계속 유지하고 있었으나 이른 새벽부터 인민군의 보병부대 공격을 받고 후퇴하기 시작했다.

### 김포 방면

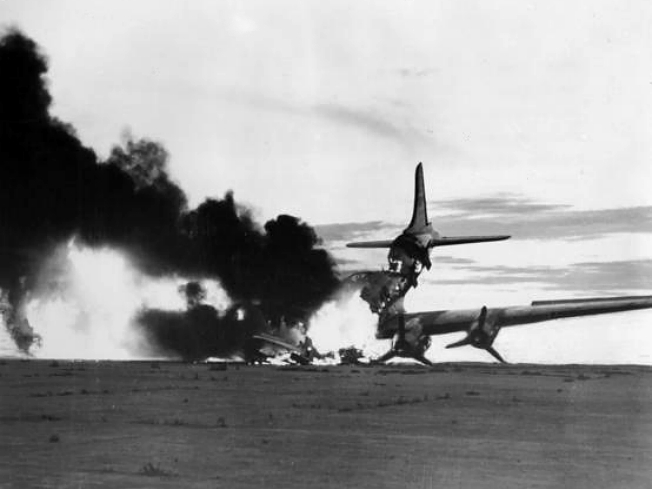
6월 28일, 인민군 전투기에 격추되어 불타고 있는 미국 공군의 더글러스 C-54 스카이마스터.

서울 북쪽의 방어선이 의정부와 봉일천 지역에서 위협해 처한 그 때, 한강 하구 지역인 김포반도 지역에서도 인민군이 서울을 측면에서 위협하고 있었다. 김포반도 북단의 한강 하구는 강 폭이 넓고 조수 간만의 차이도 높아 도하 작전도 어려워 국군은 방어 준비를 하지 않았다.
25일 당일 개성시를 점령한 인민군 제6사단은 그대로 남하하여 한강에 도착하자 도하 작전을 개시, 다음 날인 26일 오전 6시 30분까지 2-3개 대대와 연대급 포병 2문이 도하하여 3 km 길이의 교두보를 확보하였다. 27일에는 제13연대와 제15연대 주력 부대, 포병연대 2개 포대, 제17독립포병연대 2개 포대가 도하하여 교두보를 5-6 km 길이만큼 더 넓혔다.
인민군의 도하를 보고받은 육군본부는 급히 남산학교장 계인주 대령을 김포지구 전투사령관에 임명하고 도하하여 후퇴해 온 국군 제12연대 제2대대를 포함해 남산학교, 보병학교, 공병학교 학생들과 보국대대 등 각지의 부대, 또한 김포에 투입된 독립기갑연대 일부를 통합하여 인민군의 도하를 막으라 명령하였다.
26일 16시 경 한국군 방어부대가 진지 편성을 마칠 무렵 인민군의 도하 정찰이 눈에 보이기 시작했고 2시간 뒤에는 인민군 선박 수 척이 김포반도 북쪽 끝에 있는 강녕포에 접근하였다. 전선 정면의 제12연대 제2대대 제5중대는 하선하기 시작한 인민군을 향해 사격하면서 인민군을 섬멸하였으며, 장갑차 1개 소대는 M8 그레이하운드에 달린 M3 37 mm 대전차포 사격으로 인민군 화물선을 격침하기도 하였다. 하지만 이날 밤 인민군은 소규모 부대를 강녕포 일대 고지 지역에 은밀하게 투입시키는 한편 1개 중대 규모의 부대를 강화도로 상륙시켜 보국대대의 배후를 공격하였다.
27일 새벽부터 인민군 제14연대는 강 건너에서 지원 사격을 받으면서 본격적으로 도하 작전을 시작하였다. 한국군 방어부대가 고전에 빠지고 보국대대 전선이 뚫리면서 퇴로가 차단되자 방어선이 무너지기 시작했다. 육군본부는 제3보병사단에서 제22연대 제3대대를, 수도경비사단에서 제8연대 제3대대, 독립기갑연대 도보수색대 제8중대를 김포지구 전투사령부로 배속시켜 병력을 증강하였다. 김포지구 사령부는 후퇴해 온 부대를 수습하며 신규 병력을 창설하였고 김포 방어의 최종방어선으로 김포읍에 있는 운유산 제73고지 방어선을 지정해 방어진지를 세웠다. 장림 일대(현 김포시 통진읍 장림)를 장악한 인민군 주력부대는 추격을 중단하고 재편성에 들어갔다.
28일 이른 아침, 인민군은 양 정면으로 동시에 공격을 시작하였다. 도하부대를 가득 실은 어선으로 한강을 거슬러 올라가 대청 북쪽에 상륙하는 한편 전차 2대를 앞세워 김포로 향하는 도로를 향해 인민군 주공이 한국군 제22연대 제3대대 방어선을 공격하였다. 한국군은 2.36인치 바주카에다가 장갑차의 37 mm 포 사격을 집중시켰으나 전차를 막진 못했다. 결국 김포지구 전투사령관은 곧바로 예비부대였던 제12연대 제2대대(일부 부대가 없음)를 투입해 반격을 시도하였으나 고전하였고 김포 시내에서도 인민군의 포가 떨어지는 가운데 방어 부대가 후퇴하기 시작했다.

### 서울 시가전 및 한강 철수

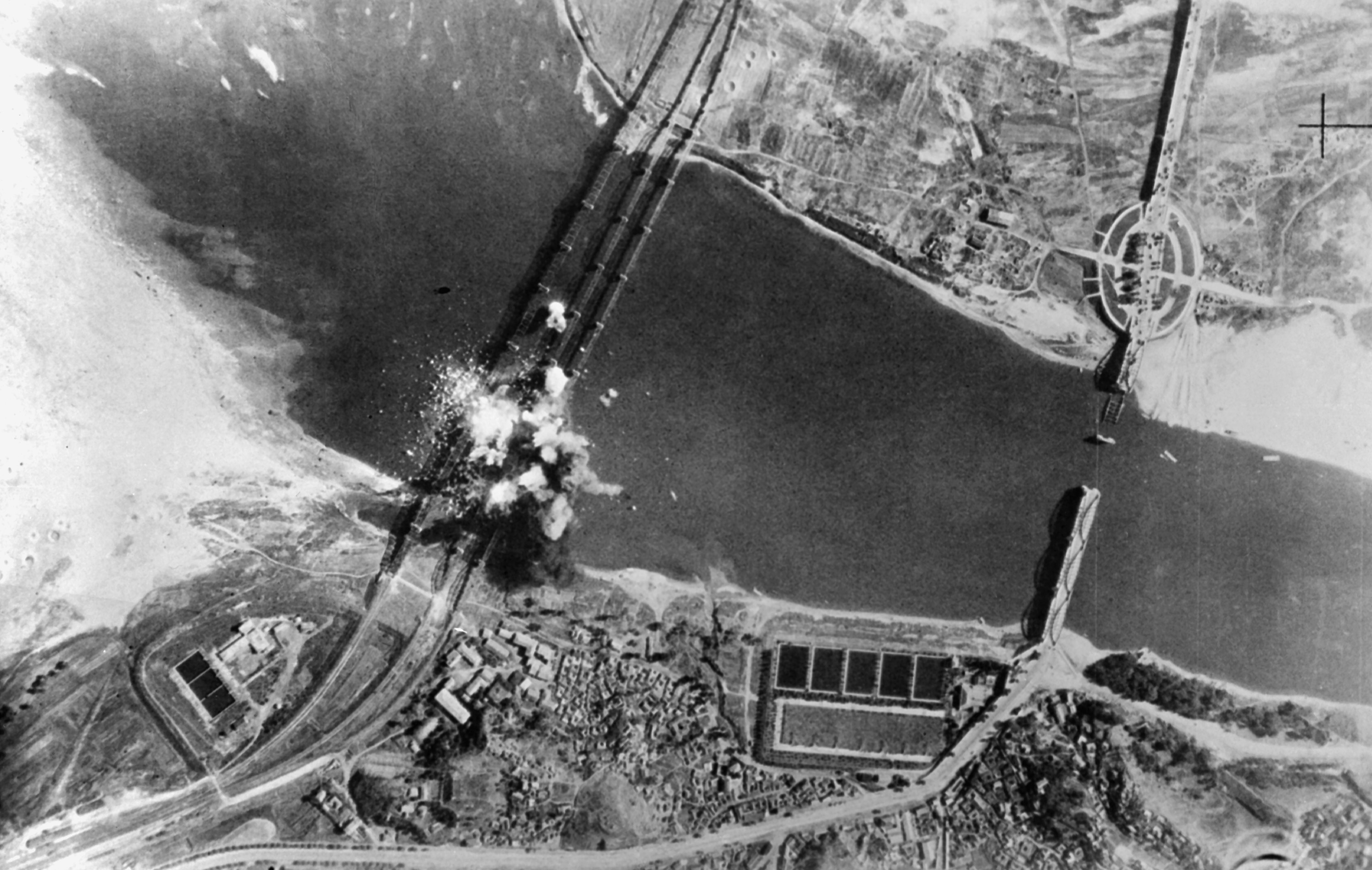
다리 폭파 당시 촬영한 항공 사진. 찍었을 당시 인도교(오른쪽)는 이미 파괴되었으며, 철교 3개(왼쪽)가 폭파되고 있다.

1950년 6월 28일 새벽 1시 미아리에서 한국군의 최종 방어선이 뚫리면서 서울을 막는 마지막 방어선이 무너졌다. 1시 45분 경 인민군 전차가 당시 서울 시내였던 돈암동에 진입했다는 소식이 들려오자 한국군의 채병덕 참모총장은 곧바로 한강 인도교의 폭파 명령을 내리고 한강을 건너 시흥군으로 향했다. 한편 참모총장이 떠난 직후 육군본부에 도착한 제2사단장 이형근 준장, 제5사단장 이응준 소장, 제7사단장 유재흥 소장은 폭파 명령을 듣고 일선 부대가 후퇴 소식을 듣지 못한 채 전투를 계속하는 중이니 부대를 후퇴시킨 뒤에 폭파해야 한다고 건의하였다. 행정참모부장인 김백일 대령도 이에 동의했으며 작전국장인 장창국 대령에게 교량 폭파를 중지하라고 명령하였다. 장창국 작전국장은 남한강파출소 폭파지휘소로 급히 향했으나 서울 시내, 특히 한강 북쪽은 피란민과 장병들로 대혼란에 빠져 도로 통행이 어려웠다.
폭파지휘소에서는 참모총장의 폭파 명령을 받고 28일 2시 20분 경 공병감 최창식 대령은 폭파 명령을 내렸다. 이 때 교량에서 육군 헌병과 경찰이 명령 없이 후퇴하는 차량들을 저지하러 했으나 역부족이었다. 점화 신호와 함께 인도교와 3개 철교가 폭파되었다. 폭파 중지 명령을 내리기 위해 급하게 가고 있던 장창국 대령은 폭파지휘소까지 얼마 남지 않은 곳에서 큰 폭음을 들었다.
한강 인도교 폭파로 대략 500-800명에 달하는 사람들이 사망하였다. 또한 북한강파출소 부근에서는 파편으로 40여대의 차량이 파괴되었으며 많은 사람들이 부상을 입었다. 또한 한국군 주력부대의 퇴로가 차단당했고 국군을 지원하던 차량 1,318대와 장비, 보급품 등이 한강 북안에 방치되어 인민군에게 점령당했다. 하지만 장약 불발로 경부선 복선철교와 경인선 단선철교가 완전히 파괴되지 않았으며, 이후 한강 전투에서 인민군 전차의 한강 도하를 허락하여 작전에도 큰 영향을 미쳤다.
인민군이 서울 시내에 돌입한 것은 28일 오전 11시 30분 경이었다. 한국군은 조직적인 시가전을 치를 상황이 되지 않아 시내에 있던 수도경비사령부 및 제1공병단 일부, 또한 서울로 후퇴한 부대가 각 부대별로 전투를 펼쳤다. 삼각지와 마포 방면에서 경계를 서던 수도경비사령부 예하 제18연대 제1대대는 인민군 전차를 향한 57 mm 대전차포 및 육박공격은 성과가 없었으나 대공사격반이 인민군 전투기를 격추하는 데 성공하였다. 한편 미아리 방어선에서 후퇴한 제5연대 제3대대 일부 부대는 청량리에서 인민군 전차 12대와 보병 부대가 시내로 침입한 것을 확인하고 육박전을 펼쳤으나 전차 피해는 확인되지 않았으며 10명의 특공대 중 3명만이 귀환하였다. 남산에서는 참모학교의 이용문 대령 아래 모인 중대 규모의 병력이 '백호부대'라는 명칭으로 최후까지 항전하였으며 생존자들은 유격전으로 돌아섰다. 서울대학교병원에서는 경비소대가 최후까지 저항하다 전부 전사하였고 100여명의 입원 환자 중 80여명도 병원 뒷산에 올라가 저항하였으나 모두 전사하였으나 이후 침입한 인민군이 입원환자들을 학살하는 일을 벌였다. 이들 부대의 저항은 조직적이진 않았으나 매우 완강하였으며, 서울 외곽의 방어선에서도 조직적으로 저항을 계속하여 미아리 방어선 돌파에서부터 다시 한강 방어선까지 진출하는 데 10시간 정도가 소요되었다.

## 여파
한강 인도교가 폭파된 시점에서 한국군의 주력이 제2사단, 제3사단, 제5사단, 제7사단과 수도방위사령부 부대는 여전히 서울 외곽 방어선에서 교전중이었으며 제1사단은 파주 남쪽 방어선을 지키고 소규모 반격을 통해 인민군의 진격을 저지하고 있었다. 하지만 교량이 폭파되고 인민군이 서울 시내로 진입했음을 인지한 각 부대는 급격하게 붕괴되며 후퇴하기 시작하였다. 이 상황에 대해 일본 육상자위대 간부학교(구 일본 육군대학교) 전사교관들의 육전사연구보급회에서는 "한국군 주력부대가 인민군의 공격은 물론이고 스스로 너무 이른 시기에 퇴로를 차단해 버린 것이 결정적 요인으로 믿을 수 없는 속도로 붕괴되었다"라고 말하고 있다.
문산 방면에서 방어중이던 제1사단 및 증원부대는 봉일천리 서남쪽의 이산포 나루터와 김포공항 인근의 행주에서 분산 도하를 하였으나 이산포에서는 상륙 지점에서 인민군의 공격을 받아 큰 피해를 입었다. 제1사단 및 배속 부대는 국경 전투에서 서울 전투에 이르기까지 전사자 및 실종자가 총 3,500명이나 나왔는데 이 중 대부분이 도하 과정에서 발생하였다. 도하 이후 제1사단은 병력이 5,000명 규모로 줄어들었으나 병사들은 운반 가능한 장비를 최대한 들고 도하하였다.
미아리 방면에서 방어전을 펼치던 혼성부대는 마포, 하중리(현재의 서강동), 서빙고, 한남동, 뚝섬, 광나루 등 한강의 각 나루터에서 도하하였다. 국경 전투 초기부터 전투를 계속하던 제7사단은 한강을 건너면서 총 병력 1,200명으로 줄어들었고 휴대한 중장비는 기관총 4정만 있었다. 광나루를 도하한 부대는 바로 수원으로 집결하였으며 서빙고, 한남동, 뚝섬에서 도하한 부대는 수원과 시흥에, 행주, 하중리, 마포에서 도하한 부대는 대부분 시흥으로 집결하였다. 철수 부대는 28일 밤에서 29일 아침 사이에는 거의 집결을 완료하였다. 하지만 이후에도 서울 시내에서는 탈출 기회를 놓친 한국군 장병들이 숨어있었고, 개인 단위로 원대 복귀를 시도하다 인민군에게 잡힌 병사들도 있었다. 7월 29일에는 서울을 탈출하지 못한 안병범 준장이 서울 시내의 인왕산에서 할복자살을 하기도 하였다.
한편 인민군도 서울의 전략적 가치를 과대평가하여 서울 점령 이후 진격이 한동안 지체되었고, 이 틈을 이용해 한국군은 필사적으로 재편성하여 한강 방어선을 수립하였다. 또한 6월 27일에는 미국이 한국에 대한 무력 지원에 나서면서 28일부터 미국 공군이 본격적으로 개입하기 시작했으며 29일에는 미국 해군 순양함의 지상 포격전도 시작되었다.
6월 30일, 해리 트루먼 대통령은 북한의 남침이 태평양 지역과 미국에 대한 공산주의의 위협을 증가시켰음을 나타내는 증거라는 취지의 성명을 발표했다. 또한 침략에 대응해 대한민국의 공군과 육군을 지원할 것을 지시했다. 또한 미 7함대에 대만을 굳건히 방어하도록 명령하고 필리핀의 미군을 강화시켰다.
유엔 안전 보장 이사회는 북한의 침략으로 인해 유엔 안전보장이사회 결의 84호를 통과시키는데, 골자는 북한군 및 북한의 동맹군에 대한 작전에서 유엔기의 사용을 허가하는 것이었다. 유엔 안보리는 회원국들에게 북한의 공격을 격퇴하고 세계 평화와 안보를 회복하는데 있어 한국을 지원하도록 권고했다.

## 관련 작품

### 영화
- 72시간 (2024)[39][40][41]

## 같이 보기
- 서울의대 부속병원 학살 사건 (서울대학교 부속병원 학살 사건)
- 한강 전투

## 참고 문헌
- 陸戦史研究普及会編、『朝鮮戦争史1 - 国境会戦と遅滞行動』、原書房（陸戦史集1）、1966
- 朱栄福 (1992). 《朝鮮戦争の真実 元人民軍工兵将校の手記》 (일본어). 悠思社. ISBN 4-946424-35-0.
- 萩原遼 (1997). 《朝鮮戦争 ‐ 金日成とマッカーサーの陰謀》. 文春文庫 (일본어). 文藝春秋. ISBN 978-4167260033.
- 韓国国防軍史研究所 編著 (2000). 《韓国戦争 第1巻 人民軍の南侵と国連軍の遅滞作戦》. 번역 翻訳・編集委員会. かや書房. ISBN 4-906124-41-0.
- 白善燁、『若き将軍の朝鮮戦争 ‐ 白善燁回顧録』、草思社、2000 ISBN 4-7942-0974-6
- “6·25戦争史 第2巻-北韓의 全面南侵과 初期防禦戰鬪” (PDF). 韓国国防部軍史編纂研究所. 2018년 8월 8일에 원본 문서 (PDF)에서 보존된 문서. 2019년 6월 8일에 확인함.
- “춘천지구 전투(수정문)-6.25전쟁사 제2권” (PDF). 韓国国防部軍史編纂研究所. 2019년 10월 27일에 원본 문서 (PDF)에서 보존된 문서. 2019년 10월 27일에 확인함.
- 정상혁 (2019). “6.25전쟁 초기 북한군 도하작전의 실패요인 연구-한강 도하 사례를 중심으로” (PDF). 《軍史》 (韓国国防部軍史編纂研究所) 110: 315–358. 2020년 11월 26일에 원본 문서 (PDF)에서 보존된 문서. 2020년 6월 26일에 확인함.